# کریسمس مبارک (ترانه)
کریسمس مبارک (انگلیسی: Merry Christmas) ترانه‌ای از ترانه سرایان و خوانندگان انگلیسی اد شیرن و التون جان است. این ترانه توسط آسیلوم رکوردز و آتلانتیک رکوردز منتشر شده‌است. این آهنگ در نسخهٔ کریسمس پنجمین آلبوم استودیویی شیرن، =، و سی و دومین آلبوم استودیویی جان، به نام «جلسه‌های قرنطینه» ظاهر می‌شود. این دو هنرمند این آهنگ را در کنار تهیه‌کننده آن استیو مک نوشتند. «کریسمس مبارک» در هفته چارت ۱۰ دسامبر ۲۰۲۱ در صدر جدول تک آهنگ‌های بریتانیا قرار گرفت و دوازدهمین آهنگ برتر چارت شیرن در کشور و نهمین آهنگ شماره یک التون جان در کشور شد. همچنین در منطقه فلاندر بلژیک، ایرلند، هلند و سوئیس در صدر جدول قرار گرفت.